# Kopějsk
Kopějsk (rusky Копейск) je město v Čeljabinské oblasti v Rusku. Leží v jižní části Západosibiřské roviny jihovýchodně od Čeljabinsku. Je součástí aglomerace velký Čeljabinsk. V roce 2015 měl Kopějsk 144 552 obyvatel.

## Historie
Kopějsk byl založen v roce 1907.